# Leeds Carnegie
El Leeds Carnegie, antigament el Leeds Tykes és un club anglès de rugbi a 15. Es va fundar el 1991 i participa a l'Aviva Premiership de la temporada 2010-2011.